# مصطفی دورک
مصطفی دورک (انگلیسی: Mustafa Durak؛ زادهٔ ۱۳ اوت ۱۹۸۸) بازیکن فوتبال اهل ترکیه است.
از باشگاه‌هایی که در آن بازی کرده‌است می‌توان به باشگاه فوتبال غازی عینتاب‌اسپور اشاره کرد.